# Jan Heemskerk
Pour les articles homonymes, voir Heemskerk.
Jan Abrahamszoon Heemskerk, né à Amsterdam le 30 juillet 1818 et mort à La Haye le 9 octobre 1897, est un homme d'État néerlandais qui fut premier ministre entre 1874 et 1877 puis entre 1883 et 1888, et ministre des Affaires intérieures à trois reprises.

## Biographie
Jan Heemskerk fut dans un premier temps parlementaire libéral modéré à la chambre basse pour la commune d'Amsterdam ouis devint au cours des années toujours plus conservateur.
Heemskerk joua un rôle important dans la période de conflit (1866-1868), lorsque le gouvernement et le roi s'allièrent contre la chambre basse.
Heemskerk fit voter des lois importantes au cours de sa deuxième période ministérielle : la loi sur l'enseignement supérieur, la loi sur les organisations dangereuses et la loi sur le chemin de fer.
En 1887, il défendit habilement une révision de constitution qui a ouvert la voie à l'extension du droit de vote (masculin).
Heemskerk fut un certain temps le conseiller à la Cour de cassation.
Il était le père de Theo Heemskerk.